# Noriaki Tsutsui
Noriaki Tsutsui (筒井 紀章 Tsutsui Noriaki?), född 15 augusti 1976 i Kanagawa prefektur, är en japansk före detta fotbollsspelare.
Tsutsui började sin karriär 1995 i Yokohama Marinos. Efter Yokohama Marinos spelade han för Tokushima Vortis (Otsuka Pharmaceutical) och Albirex Niigata. Han avslutade karriären 2007.